# Little Stainton
Little Stainton är en civil parish i kommunen Borough of Darlington. Den ligger i grevskapet Durham och riksdelen England, i den centrala delen av landet, 400 km norr om huvudstaden London. Antalet invånare är 193.